# Шарвоне
Шарвоне (фр. Charvonnex) насеље је и општина у источној Француској у региону Рона-Алпи, у департману Горња Савоја која припада префектури Анси.
По подацима из 2011. године у општини је живело 1175 становника, а густина насељености је износила 249,47 становника/km². Општина се простире на површини од 4,71 km². Налази се на средњој надморској висини од 570 метара (максималној 741 m, а минималној 500 m).

## Демографија
| 1962. | 1968. | 1975. | 1982. | 1990. | 1999. | 2011. |
| ----- | ----- | ----- | ----- | ----- | ----- | ----- |
| 363   | 397   | 518   | 622   | 704   | 757   | 1.175 |

График промене броја становника у току последњих година